# Saint-Denis (Italia)
Saint-Denis (pron. fr. AFI: [sɛ̃ dəni] ) è un comune italiano di 366 abitanti della Valle d'Aosta orientale.

## Geografia fisica

### Territorio
- Classificazione sismica: zona 4 (sismicità molto bassa)[5]

## Origini del nome
Il nome di questo comune deriva da san Dionigi di Parigi (in francese, Saint Denis de Lutèce), primo vescovo di Parigi.

## Storia

### Simboli
Lo stemma e il gonfalone sono stati concessi con decreto del presidente della Repubblica del 13 gennaio 1994.
La torre simboleggia il castello di Cly che tuttora domina Saint-Denis.
Il campo d'argento con il capo di rosso e la banda di nero è il tradizionale emblema degli Challant, ma con i tre crescenti d'argento che contraddistinguono il ramo degli Challant-Cly, signori del luogo dal XIII secolo sino alla confisca del 1376 ad opera di Amedeo VI di Savoia, a causa dei crimini e delle malversazioni di cui erano accusati. Il capo di verde, che allude alle colture e ai pascoli di cui è ricca la zona, reca le iniziali del nome del comune.
Il gonfalone è un drappo di giallo.

## Monumenti e luoghi d'interesse
- L'imponente Castello di Cly si trova su un promontorio sopra a Chambave
- L'antico tratto della Via Francigena, segnalato dalla sentieristica in giallo che collega i vari vigneti (Chemins des vignobles)
- La cappella di Saint-Évence, costruita in un luogo già preposto al culto in epoca pre-cristiana, come rivela la presenza di un'incisione rupestre a sud ovest dell'ingresso della cappella (l'orante di Saint-Évence[7])[8]
- Il villaggio fantasma di Barmaz
- Gli ambienti xerici di Grand Bruson - Cly, sito di interesse comunitario

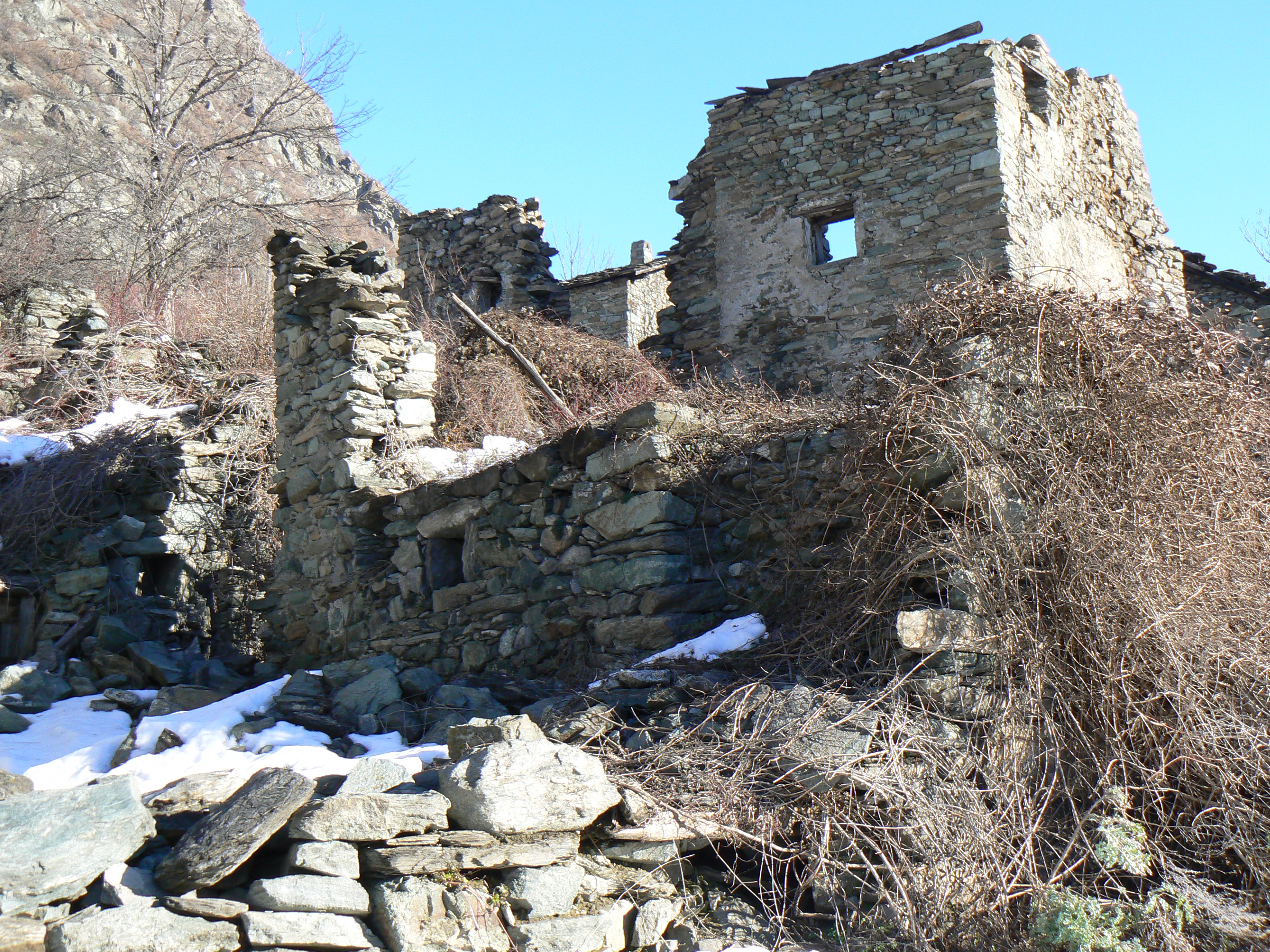
Rovine di Barmaz, il villaggio fantasma, lungo la via Francigena
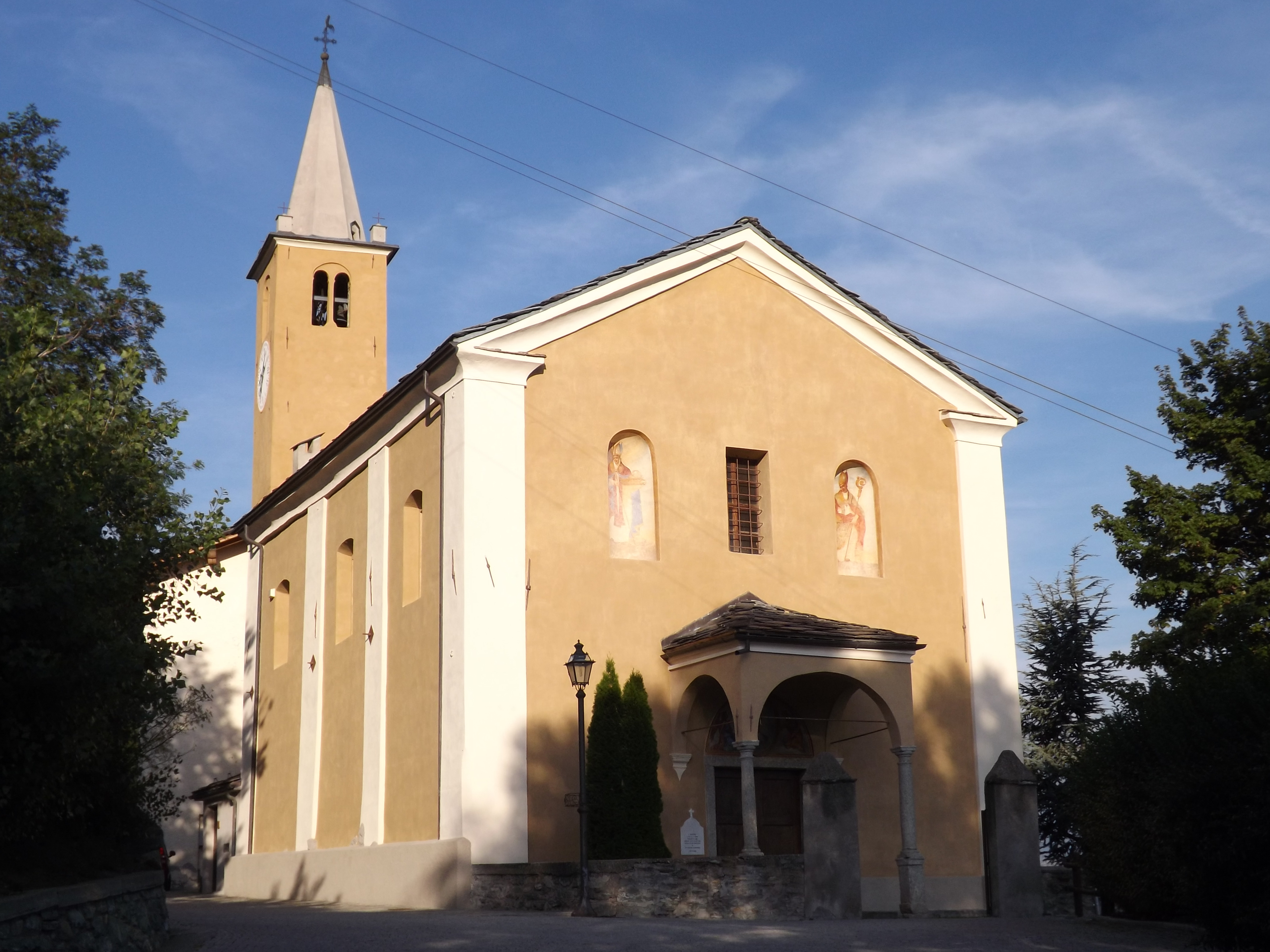
Chiesa di San Dionigi nel capoluogo
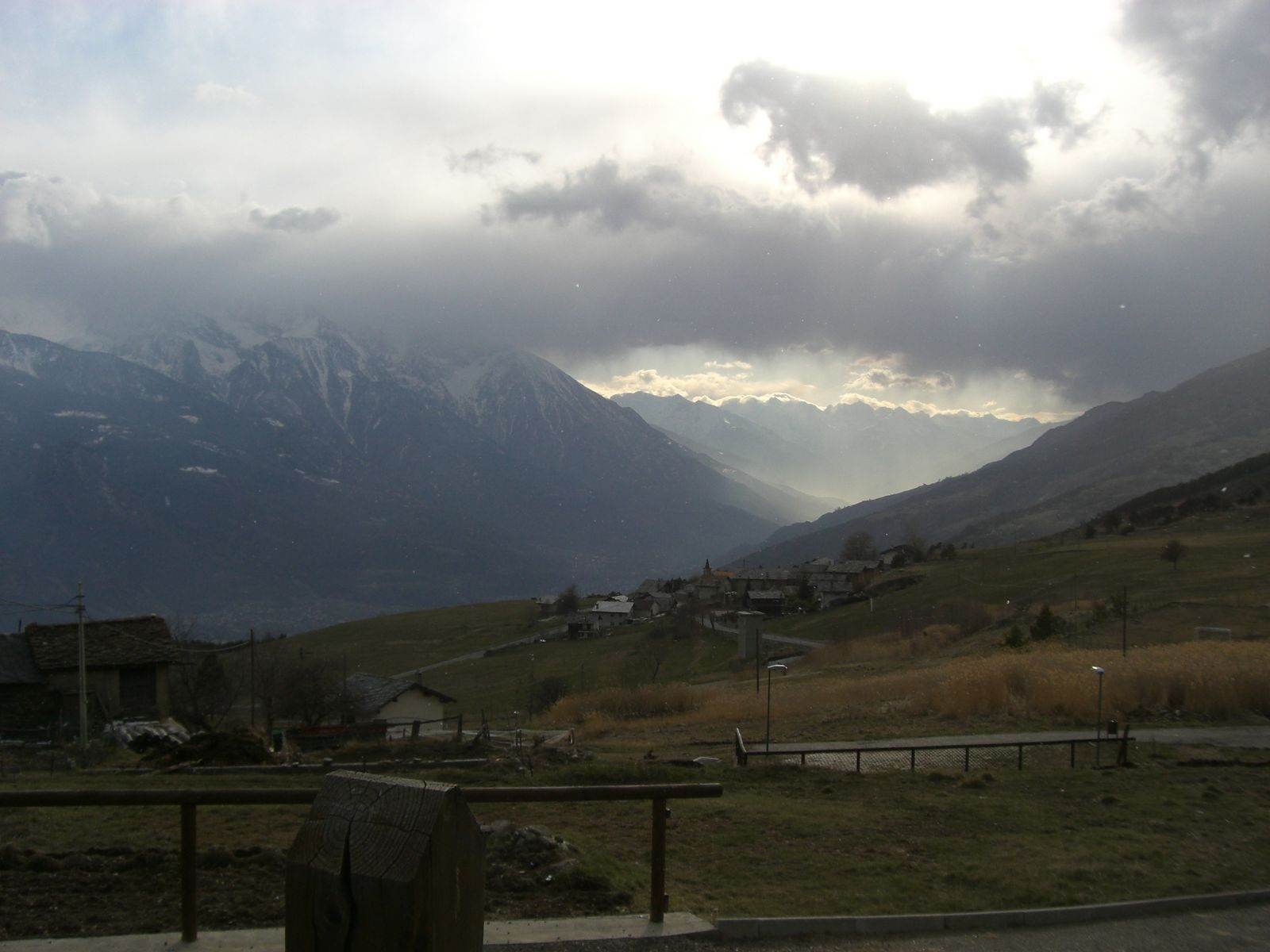
Panorama dal villaggio Plau. Sullo sfondo si intravede Aosta
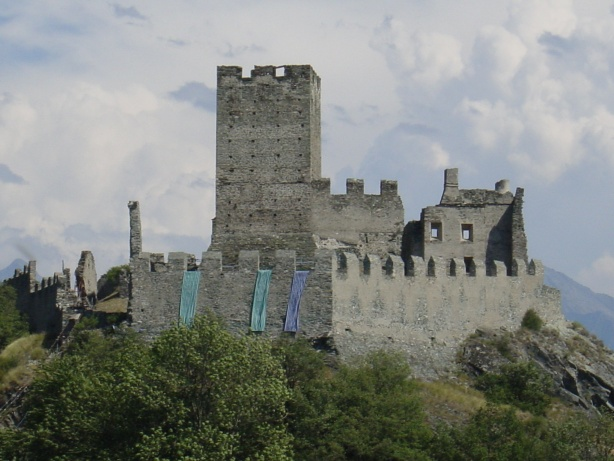
Panorama del Castello di Cly

## Società

### Evoluzione demografica
Abitanti censiti

### Lingue e dialetti
Come nel resto della regione, anche in questo comune è diffuso il patois valdostano.

## Cultura

### Biblioteche

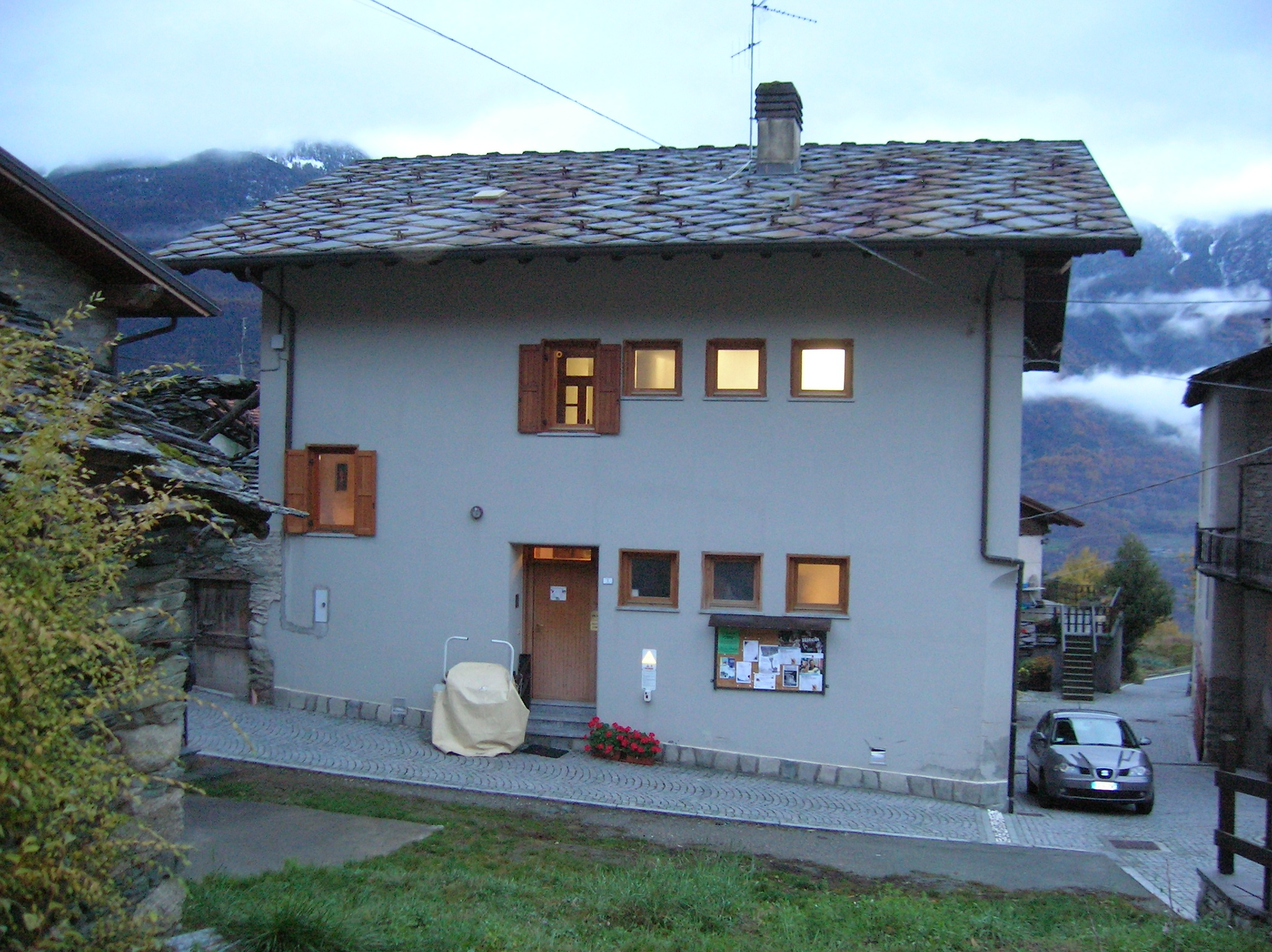
La biblioteca

In località Capoluogo 1 ha sede la biblioteca comunale.

### Eventi

#### La Festa del vischio
La festa del vischio (in francese, Fête du gui), celebrata in occasione della raccolta a inizio dicembre, festeggia un elemento caratteristico della tradizione celtica.

## Economia
Tra il 2011 e il 2012 nel territorio comunale sono state installate le prime tre pale eoliche della Valle d'Aosta.
In località Lavesé è situato un mayen trasformato in Centro per lo sviluppo sostenibile e ostello.

## Amministrazione

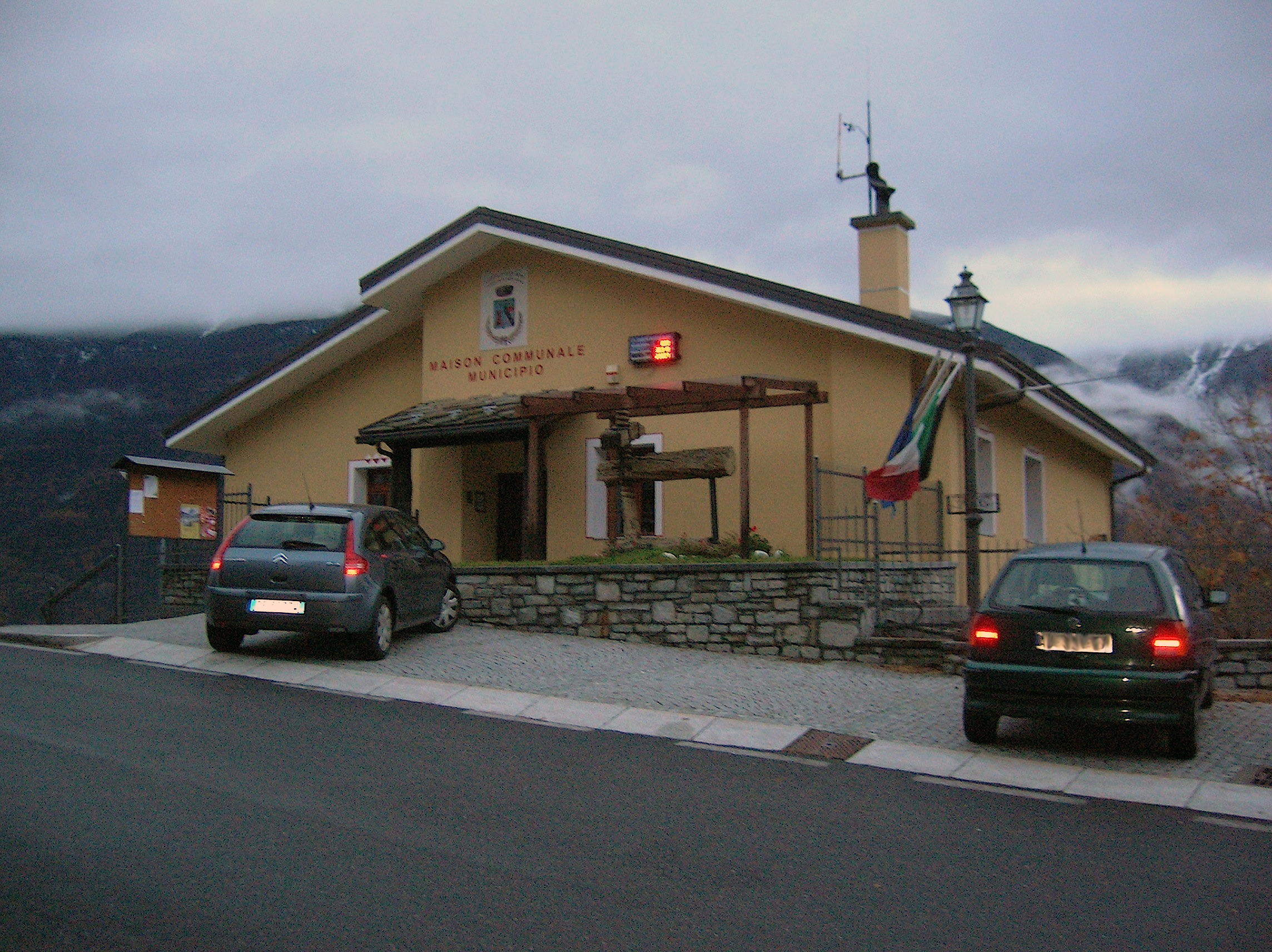
Il municipio

Fa parte dell'Unité des Communes valdôtaines Mont-Cervin.
Di seguito è presentata una tabella relativa alle amministrazioni che si sono succedute in questo comune.
| Periodo           | Periodo           | Primo cittadino | Partito      | Carica  | Note   |
| ----------------- | ----------------- | --------------- | ------------ | ------- | ------ |
| 25 ottobre 1985   | 24 maggio 1990    | Gino Gabelli    | -            | Sindaco | [ 14 ] |
| 24 maggio 1990    | 29 maggio 1995    | Guido Théodule  | ADP          | Sindaco | [ 14 ] |
| 29 maggio 1995    | 8 maggio 2000     | Guido Théodule  | UV           | Sindaco | [ 14 ] |
| 8 maggio 2000     | 9 maggio 2005     | Guido Théodule  | lista civica | Sindaco | [ 14 ] |
| 9 maggio 2005     | 25 maggio 2010    | Guido Théodule  | lista civica | Sindaco | [ 14 ] |
| 24 maggio 2010    | 11 maggio 2015    | Franco Thiébat  | lista civica | Sindaco | [ 14 ] |
| 25 maggio 2015    | 22 settembre 2020 | Franco Thiébat  |              | Sindaco | [ 14 ] |
| 23 settembre 2020 | in carica         | Guido Théodule  |              | Sindaco | [ 14 ] |

## Sport
In questo comune si gioca a palet, caratteristico sport tradizionale valdostano.
In località Semon si tiene da più di venti anni la gara podistica Memorial Enrica Farys.